# Gottfried Christian Reich

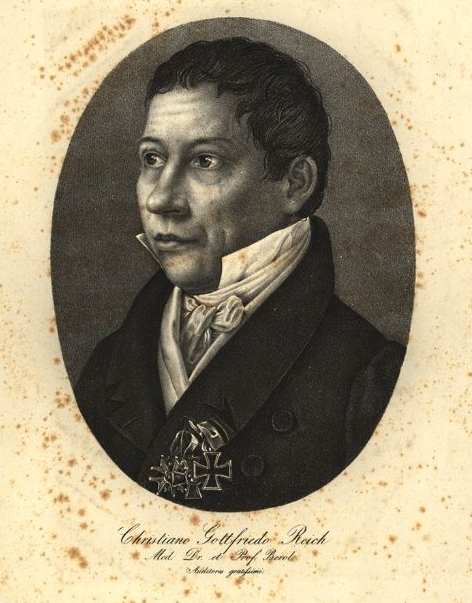
Eine zwischen 1809 und 1848 entstandene Lithographie.

Gottfried Christian Reich (* 19. Juli 1769 auf dem Jagdschloss Kaiserhammer; † 5. Januar 1848 in Berlin) war ein deutscher Arzt und Hochschullehrer.

## Leben
Reich studierte ab 1788 an den Universitäten Jena und Erlangen Medizin. Die Promotion erfolgte in Erlangen mit der Dissertation Brevis epidemiae variolosae Arzbergensis anni 1791 delineatio 1793. Bereits ein Jahr später erhielt er dort eine außerordentliche Professur für Medizin. In diese Zeit fallen einige Übersetzung ins Deutsche, so zum Beispiel eine Abhandlung über Beinbrüche von John Aitkin.
Besondere Aufmerksamkeit erregte seine Forschung zu Fieber. Diese brachten ihm 1799 einen Ruf an die Charité in Berlin ein, wo er unter anderen neben Christian Gottlieb Selle und Johann Ludwig Formey einer Kommission angehörte, die im Auftrag der preußischen Regierung die Richtigkeit der Fiebertheorie überprüfen sollte. Reichs Forschung fand Bestätigung und ihm wurde eine Pension von 500 Thalern zugebilligt sowie das Recht in Berlin medizinische Vorlesungen zu halten. Reich wurde am 24. September 1800 unter der Präsidentschaft des Mediziners und Naturforschers Johann Christian von Schreber mit dem Beinamen Metrodorus IV. unter der Matrikel-Nr. 1014 zum Mitglied der Kaiserlichen Leopoldinisch-Carolinischen Akademie der Naturforscher gewählt.
1809 erfolgte die Ernennung zum Professor der Medizin an der neugegründeten Universität, an welcher er bis zu seinem Tod tätig war.

## Schriften (Auswahl)
- Dissertatio Inavgvralis Medica Sistens Brevem Epidemiae Variolosae Arzbergensis Anni [MD]CCLXXXXI Delineationem. Erlangen 1793. Digitalisat
- Richtige und gewissenhafte Belehrung für den Landmann über die Rindviehseuche..., Nürnberg 1797.
- Vom Fieber & dessen Behandlung überhaupt, Frankfurt am Main, Leipzig 1801.
- Erläuterung der Fieberlehre, Berlin 1806.
- Lehr-Versuch der Lebenskunde, in Berichtigung ihrer Rechnungsfehler und möglichst richtiger Beantwortung..., Berlin 1847.